# コング桑田
コング 桑田（コング くわた、1961年8月23日 - ）は、日本の俳優、声優、タレント、ゴスペル歌手。
大阪府堺市出身。劇団リリパットアーミーII、キューブ所属。

## 人物
池田市立渋谷中学校時代からバンド活動をはじめ、リズム・アンド・ブルース系のバンド「パパイヤママストリートブルースバンド」のメインボーカルおよびサックスを担当していた。
2014年4月から2019年3月までの『おかあさんといっしょ』（NHK Eテレ）の体操コーナー曲「ブンバ・ボーン!」のメインボーカルを担当。
趣味は映画鑑賞、カタログを見ること。

## 出演

### 舞台
- ALL AROUND MOTHER（MOTHER）
- クラウドバスター（MOTHER）
- 虎をつれた女（リリパットアーミー）
- 獅子の嗣子（リリパットアーミー）
- 空天華（リリパットアーミーII）
- ちゃちゃちゃ（リリパットアーミーII）
- 夜の姉妹（リリパットアーミーII）
- ♭（転球劇場）
- 羊たちの挽歌
- ゴーストライター（G2プロデュース）
- JAIL BREAKERS（G2プロデュース）
- 夏のおバカさん（ビバノン）
- 超能力やくざ（えん魔プロデュース）
- 仮想敵国
- 罪と、罪なき罪（リリパットアーミーII） - 明治天皇 役
- サボテンの花（キャラメルボックス）
- レ・ミゼラブル（2005年 - 2006年）
- 憑神（2007年9月 - 10月）
- 戯伝写楽（2010年4月、青山劇場 他）[6]
- W 〜ダブル（2010年8月 - 9月）
- ミュージカル『ダンス オブ ヴァンパイア』 - シャガール役
- 桃天紅（2011年4月、本多劇場）[7]

2014年
- ミュージカル『ファントム』もうひとつのオペラ座の怪人（9月 - 10月、TBS赤坂ACTシアター 他） - 文化大臣 役

2015年
- 四獣×玉造小劇店配給芝居『EASY ORDER The Musical』（3月、近鉄アート館）
- シャーロック ホームズ2 ～ブラッディ・ゲーム～（4月 - 5月、東京芸術劇場プレイハウス 他）
- a new musical『SONG WRITERS』（7月 - 8月、シアタークリエ）

2016年
- 天上天下コング独走（3月、シアター711）
- ミュージカル『エドウィン・ドルードの謎』（4月 - 、シアタークリエ 他） - クリスパークル牧師 役
- ミュージカル『グレイト・ギャツビー』（7月、サンシャイン劇場 他） - ジョージ・ウィルソン 役
- Honganji リターンズ（8月、明治座）
- リリパットアーミー『天獄界～哀しき金糸鳥（かなりあ）』（11月・12月、近鉄アート館 他）

2017年
- 玉造小劇店『おもてなし』（5月、全労済ホール / スペース・ゼロ）
- 魔都夜曲（7月・8月、シアターコクーン 他） - サミー 役
- わ芝居～その壱『カラサワギ』（10月、ウィングフィールド 他）
- 座・ALISA リーディングコンサート『12月25日、雪』天国と地獄（12月、天王洲 銀河劇場）

2018年
- ミュージカル『メリー・ポピンズ』（3月 - 6月、梅田芸術劇場メインホール 他） - ブーム提督 / 頭取 役 パパイヤ鈴木とのダブルキャスト
- 玉造小劇点『眠らぬ月の下僕』（6月・7月、近鉄アート館 他）
- 舞台『鉄コン筋クリート』（11月、天王洲 銀河劇場） - 藤村 役

2019年
- 玉造小劇店『お正月』（1月、ABCホール 他）
- ミュージカル『ふたり阿国』（3月・4月、明治座）
- Rock Opera『R&J』（6月・7月、日本青年館ホール）
- 少年たち 青春の光に…（8月、大阪松竹座）
- ミュージカル『ダンス オブ ヴァンパイア』（11月 - 2020年1月、帝国劇場 他） - シャガール 役

2020年
- 『ウエスト・サイド・ストーリー』Season3（4月 - 5月、IHIステージアラウンド東京） - クラプキ 役 ※全公演中止
- NHKみんなのうたミュージカル『リトル・ゾンビ・ガール』（7月、日生劇場 他） - 親分 役※全公演中止
- ELF The Musical（11月、新国立劇場 中劇場）

2021年
- 玉造小劇店『長い長い恋の物語』（2月、ウイングフィールド）
- 空想科学劇『Kappa』（6月、品川プリンスホテル ステラボール 他）
- ミュージカル『オリバー！』（10月 - 11月・12月、東急シアターオーブ 他） - ミスター・バンブル 役 小浦一優（芋洗坂係長）とのダブルキャスト
- ミュージカル『浜村渚の計算ノート』（12月 - 2022年1月） - ドクターピタゴラス 役

2022年
- ミュージカル『メリー・ポピンズ』（3月 - 6月、東急シアターオーブ 他） - ブーム提督 / 頭取 役 ブラザートムとのダブルキャスト
- NHKみんなのうたミュージカル『リトル・ゾンビガール』（8月 - 10月、日生劇場 他） - 親分 役
- 『大阪環状線 天満駅編』うちの家族は日本一やねん！（11月、大阪松竹座）

2023年
- 玉造小劇店『お祝い』（11月 - 12月、ザ・ポケット 他）

2024年
- ミュージカル『ジョジョの奇妙な冒険 ファントムブラッド』（2月 - 4月〈予定〉、帝国劇場 他） - ダリオ・ブランドー 役
- ミュージカル『ダブリンの鐘つきカビ人間』（7月、東京国際フォーラム ホールC 他） - 神父 役
- ミュージカル『SONG WRITERS』（2024年11月 - 12月、シアタークリエ 他） - カルロ・ガンビーノ 役

2025年
- ミュージカル『アメリカン・サイコ』（3月 - 4月、新国立劇場 中劇場 他） - ドナルド・キンボール 役

2026年
- ミュージカル『メリー・ポピンズ』（3月 - 5月、東急シアターオーブ/5月 - 6月、梅田芸術劇場メインホール）- ブーム提督 / 頭取 役 

### ネット配信
- 2020リモート読み合わせ版『12人のおかしな大阪人』（2020年5月31日、YouTube）[45][参照 1]

### テレビドラマ
- おみやさん2
- NHK朝の連続テレビ小説 風のハルカ
- ジライヤ忍法帖 - ハバキ 役
- NHK大河ドラマ 平清盛（2012年） - 波多野義通 役
- 押忍!!ふんどし部!（2013年）
- 金田一少年の事件簿 第9話・第10話（2022年6月26日・7月3日、日本テレビ）  - 影島十三 役[46]

### テレビ番組
- 街でカッポレ
- MONOモノ倶楽部
- ワイドABCDE〜す
- 歩こ!バージン街図鑑ｰナレーション（2001年）
- おかあさんといっしょ（2014年 - 2019年）[注 4]

### ラジオ番組
- NISSAN AWAZA NOW（朝日放送ラジオ）
- Coke Teens Club コング桑田の爆裂!Hot Wave（朝日放送ラジオ）

### 映画
- 王手（1991年）[47]
- ビリケン（1996年）[47]
- 燃えよピンポン（1997年）[47]
- お父さんのバックドロップ（2004年、シネカノン） - 松山健 役
- オズランド 笑顔の魔法おしえます。（2018年、HIGH BROW CINEMA / ファントム・フィルム）

### テレビアニメ
- SAMURAI 7（2004年、キクチヨ[48][49]）
- 銀牙伝説WEED（2005年、P4[50]）
- あかね色に染まる坂（2008年、長瀬・父[51][49]）

### 劇場アニメ
- EX MACHINA（2007年、マヌエル・アイアコス[52]）

### OVA
- SAMURAI SPIRITS 2 〜アスラ斬魔伝〜（1999年、牙神幻十郎）
- リング・オブ・ガンダム（2009年、グレン）

### Webアニメ
- THE KING OF FIGHTERS: DESTINY（2017年、ギース・ハワード）

### ゲーム
1994年
- サムライスピリッツ シリーズ（1994年 - 2019年、牙神幻十郎、ナインハルト・ズィーガー） - 10作品

1995年
- 餓狼伝説 シリーズ（1995年 - 2025年、ギース・ハワード / ナイトメアギース、ダック・キング〈RB - WA〉） - 7作品

1996年
- ザ・キング・オブ・ファイターズ シリーズ（1996年 - 2022年、ギース・ハワード、ダック・キング、リチャード・マイヤ、牙神幻十郎） - 8作品

2000年
- カプコン バーサス エス・エヌ・ケイ ミレニアムファイト 2000（ギース・ハワード）

2001年
- CAPCOM VS. SNK 2 MILLIONAIRE FIGHTING 2001（ギース・ハワード）

2003年
- SNK VS. CAPCOM SVC CHAOS（ギース・ハワード、牙神幻十郎）

2005年
- ネオジオバトルコロシアム（ギース・ハワード、牙神幻十郎）

2006年
- 任侠伝 渡世人一代記（蝮田八郎兵衛）

2008年
- あかね色に染まる坂 ぱられる（長瀬父）

2017年
- グランブルーファンタジー（牙神幻十郎）
- 鉄拳7（ギース・ハワード〈戦闘ボイス〉）

2019年
- 共闘ことばRPG コトダマン（牙神幻十郎）
- 異世界で始める偉人大戦争 〜陣取りしてみませんか〜（牙神幻十郎）

### CM
- スポーツタカハシ
- ドギーマン
- チョーヤ梅酒 - 歌での出演
- NOVAキッズ
- ガラコ
- 京阪電車
- 日清食品 他

### シリーズ一覧
1. ↑  『真』（1994年）、『斬紅郎無双剣』（1995年）、『天草降臨』（1996年）、『SAMURAI SPIRITS 〜侍魂〜』（1997年）、『SAMURAI SPIRITS 2 〜アスラ斬魔伝〜』（1998年）、『零』（2003年）、『零SPECIAL』（2004年）、『閃』（2008年）、『天下一剣客伝』（2008年） - 『サムライスピリッツ 六番勝負』収録版、『2019』、『侍魂オンライン-朧月伝-』[53]（2019年）
2. ↑  『3』（1995年）、『RB』（1995年）、『RB SP』（1997年）、『RB2』（1998年）、『RB DOMINATED MIND』（1998年）、『WILD AMBITION』（1999年）、『City of the Wolves』（2025年）
3. ↑  『'96』（1996年）、『2000』（2000年）、『2002』（2002年）、『XI PS2版』『MAXIMUM IMPACT 2』（2006年）、『XIV』（2016年）、『ALLSTAR』[54]（2018年）、『XV』[55]（2022年）